# Сьверчек (Свентокшиське воєводство)
Сьверчек (пол. Świerczek) — село в Польщі, у гміні Скаржисько-Косьцельне Скаржиського повіту Свентокшиського воєводства.
Населення — 283 особи (2011).
У 1975-1998 роках село належало до Келецького воєводства.

## Демографія
Демографічна структура на день 31 березня 2011 року:
|          | Загалом | Допрацездатний вік | Працездатний вік | Постпрацездатний вік |
| -------- | ------- | ------------------ | ---------------- | -------------------- |
| Чоловіки | 137     | 19                 | 104              | 14                   |
| Жінки    | 146     | 27                 | 83               | 36                   |
| Разом    | 283     | 46                 | 187              | 50                   |